# Vincenzo Tineo
Vincenzo Tineo (1791, Palerm - 1856, Palerm) va ser un botànic fill del també botànic Giuseppe Tineo (1757-1812) a qui succeí en la càtedra de matèria mèdica i de botànica a la Universitat de Palerm. Entre els anys 1814 a 1856 dirigí el Jardí Botànic de Palerm. Alguns tàxons han rebut el seu nom en honor d'aquest botànic: dos tàxons d'orquídies Neotinea Rchb.f. & Poll i Tinea Biv i el gènere Tinea Spreng de les tiliàcies.

## Obres
- Plantarum rariorum Siciliae minus cognitarum pugillus primus universae rei litterariae Siciliensis regiaeque Panormitanae studiorum moderatoribus, exRegali Typographia, Panormi 1817
- Catalogus Plantarum Horti Regii Panormitani (Palerm) ad annum 1827. Panormi, exRegali Typographia, 1827
- Le reliquie Tineane florae siculae icones ineditae di Vincenzo Tineo / [a cura di] Franco Maria Raimondo. Palermo : Ed. Naturama, 2000